# Nörd-Rabbotjärnen
Nörd-Rabbotjärnen är en sjö i Örnsköldsviks kommun i Ångermanland och ingår i Nätraåns huvudavrinningsområde.